# Ruud Bossen

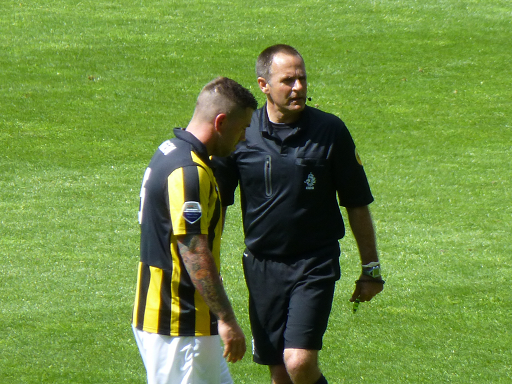
Ruud Bossen (R) in actie tijdens zijn laatste Eredivisiewedstrijd

Ruud Bossen (Haarlem, 11 januari 1962) is een Nederlandse voormalig voetbalscheidsrechter.
Bossen was in Nederland actief in de Eredivisie en Eerste divisie. Hij floot ook internationale wedstrijden, tot hij door zijn leeftijd niet meer verder mocht als international scheidsrechter.
Bossen staakte op 21 november 2006 in de 66ste minuut het eredivisieduel tussen ADO Den Haag en Vitesse, nadat tientallen ADO-supporters het veld betraden.
Op 21 december 2012 werd bekend dat het contract van Bossen, evenals het contract van Jan Wegereef, niet werd verlengd. Op 12 mei 2013 floot hij zijn laatste competitiewedstrijd in de Eredivisie, de wedstrijd Vitesse tegen VVV-Venlo in GelreDome. In zijn carrière leidde Bossen 335 wedstrijden in de Eredivisie, waarin hij 860 gele kaarten en 58 rode kaarten uitdeelde.
Anno 2014 leidde Bossen wedstrijden in de hoofd- en 1e klasse van het amateurvoetbal. Ook was hij regelmatig 4e official in de topklasse. Hij floot uitsluitend op zaterdag. Naast het voetbal had Bossen een glaszettersbedrijf in Haarlem.

## Interlands
| Datum            | Plaats                | Wedstrijd                        | Uitslag | Competitie           | Kreeg geel | Kreeg voor de tweede keer geel en dus rood | Weggestuurd |
| ---------------- | --------------------- | -------------------------------- | ------- | -------------------- | ---------- | ------------------------------------------ | ----------- |
| 7 juni 2003      | Craiova, Roemenië     | Roemenië – Bosnië en Herzegovina | 2 – 0   | Kwalificatie EK 2004 | 3          | 0                                          | 0           |
| 30 mei 2004      | Tallinn, Estland      | Estland – Denemarken             | 2 – 2   | Vriendschappelijk    | 1          | 0                                          | 0           |
| 8 oktober 2005   | Belfast, Ierland      | Noord-Ierland – Wales            | 2 – 3   | Kwalificatie WK 2006 | 4          | 0                                          | 0           |
| 11 mei 2006      | Sittard, Nederland    | België – Saoedi-Arabië           | 2 – 1   | Vriendschappelijk    | 4          | 0                                          | 0           |
| 7 februari 2007  | Düsseldorf, Duitsland | Duitsland – Zwitserland          | 3 – 1   | Vriendschappelijk    | 0          | 0                                          | 0           |
| 16 november 2007 | Parijs, Frankrijk     | Frankrijk – Marokko              | 2 – 2   | Vriendschappelijk    | 0          | 0                                          | 0           |